# Guillaume de Sainte-Colombe-Nanton
Guillaume de Sainte-Colombe-Nanton (tussen 1598 en 1633 – 1686) was heer van Sainte-Colombe, Pizay, Tanay, Saint-Ennemond, La Bury en La Goytière en militair in het Franse leger.

## Levensloop
Hij was een zoon van Renaud de Sainte-Colombe en zijn vrouw Claudine d'Albon. Zijn vader overleed in 1633. Zijn moeder wees hem vervolgens per testament aan als erfgenaam en opvolger in de heerlijkheden van zijn vader. Daarna vertrok hij naar Lotharingen, waar hij de koning van Frankrijk diende bij de verovering van delen van dat hertogdom.
Op 3 september 1656 trouwde hij met Diane de Vaurion, dochter van Antoine de Vaurion, heer van Vaurion (gemeente Chamelet), en Benoiste de Rebé (een nicht van Claude de Rebé, aartsbisschop van Narbonne).

## Kinderen
Met zijn vrouw had hij de volgende kinderen:
1. Antoine de Sainte-Colombe studeerde bij de Jezuïeten in Lyon.[3]
2. Renaud de Sainte-Colombe studeerde ook bij de Jezuïeten in Lyon.[3]
3. Claude de Sainte-Colombe-Nanton, zijn opvolger, overleed kinderloos tussen 1732 en 1747.[4]
4. Claudine Isabeau de Sainte-Colombe.[3]
5. Benoiste de Sainte-Colombe.[3]
6. Antoinette de Sainte-Colombe.[3]
7. Hilaire de Sainte-Colombe.[3]